# Djebel Aïssa
Le djebel Aïssa (arabe : جبل عيسى) est une montagne culminant à 2 236 m d'altitude dans l'Ouest de l'Algérie, dans la wilaya de Naâma. C'est la 4e plus élevée en Algérie[réf. souhaitée]. Il est le point culminant des monts des Ksour dans l'Atlas saharien.
Le parc national de Djebel Aissa est une zone protégée couvrant la montagne depuis 2003.